# Luke Travers
Luke Jacob Travers (Perth, Australia Occidental; 3 de septiembre de 2001) es un jugador de baloncesto australiano que pertenece a la plantilla de los Cleveland Cavaliers de la NBA, con un contrato dual que le permite jugar además en su filial de la G League, los Cleveland Charge. Con 2,00 metros de estatura, juega en la posición de escolta o alero.

## Trayectoria deportiva

### Primeros años
Travers nació en el suburbio de Rockingham, en el sur de Perth. Asistió a la escuela secundaria Willetton Senior.
Jugó en las categorías inferiores del Rockingham Flames, debutando en el equipo senior en 2017, en la State Basketball League, una liga semiprofesional.

### Profesional
El 1 de agosto de 2019, Travers firmó con los Perth Wildcats como jugador de desarrollo para la temporada 2019-20 de la NBL. A pesar de recibir ofertas de la NCAA, el 20 de diciembre de 2019, optó por renunciar al baloncesto universitario y comenzar su carrera profesional, firmando una extensión de contrato de tres años con los Wildcats.
Durante el West Coast Classic en 2020, Travers jugó cinco partidos con los Cockburn Cougars, promediando 17,8 puntos, 14,4 rebotes, 5,2 asistencias, 2,2 robos y 1,2 tapones por partido.
JUgó dos temporadas más con los Wildcats, empezando a aparecer en el quinteto titular en la 2021-22, en la que dispuso de 22 minutos de juego por partido. Acabó la misma promediando 7,8 puntos y 5,4 rebotes.
El 24 de abril de 2022 se declaró elegible para el draft de la NBA, donde fue elegido en la quincuagésimo sexta posición del Draft de la NBA de 2022 por los Cleveland Cavaliers, Se unió a los Cavs para la Liga de Verano de la NBA de 2022, donde promedió 6,6 puntos, 4,6 rebotes, 1,8 asistencias, 1,2 robos y 1,2 tapones en cinco partidos. Al término de la misma anunció que jugaría con los Wildcats de nuevo en la temporada 2023-24.
El 17 de abril de 2023, Travers firmó un contrato de tres años con Melbourne United. Tres meses después, ayudó a los Cleveland Cavaliers a ganar la Liga de Verano de la NBA de 2023.
En julio de 2024, Travers se reincorporó a los Cleveland Cavaliers para la Liga de Verano de la NBA de 2024, y el 28 de agosto firmó un contrato dual con la franquicia.

## Selección nacional
Travers representó a su país en el Campeonato FIBA Asia Sub-16 de 2017 y en el Campeonato Mundial de Baloncesto Sub-17 de 2018.
Hizo su debut con la selección absoluta en agosto de 2022, en un partido ante Bairen correspondiente a la clasificación de FIBA Asia y FIBA Oceanía para la Copa Mundial de Baloncesto de 2023.